# Безоден сир Бин
Безоден сир Бин (фр. Bézaudun-sur-Bîne) насеље је и општина у источној Француској у региону Рона-Алпи, у департману Дром која припада префектури Ди.
По подацима из 2011. године у општини је живело 85 становника, а густина насељености је износила 4,73 становника/km². Општина се простире на површини од 17,97 km². Налази се на средњој надморској висини од 496 метара (максималној 1.532 m, а минималној 439 m).

## Демографија
| 1962. | 1968. | 1975. | 1982. | 1990. | 1999. | 2011. |
| ----- | ----- | ----- | ----- | ----- | ----- | ----- |
| 67    | 68    | 68    | 61    | 47    | 55    | 85    |

График промене броја становника у току последњих година